# جایزه کامستاک در فیزیک
جایزهٔ کامستاک در فیزیک (به انگلیسی: Comstock Prize in Physics) توسط آکادمی ملی علوم آمریکا به خاطر دست‌آوردها و پژوهش‌های نوآورانهٔ جدید در الکتریسته، مغناطیس و انرژی اهدا می‌شود. دریافت کنندگان این جایزه باید از ساکنان آمریکا باشند. این جایزه اولین بار در سال ۱۹۱۳ اهدا شد و پس از آن تقریباً هر ۵ سال یک بار اهدا شده‌است.
در میان دریافت کنندگان این جایزه نام چند تن از برندگان جایزه نوبل فیزیک از جمله رابرت میلیکان، ویلیام شاکلی، جان رابرت شریفر و لئون نیل کوپر به چشم می‌خورد.

## اسامی دریافت‌کنندگان
- ۱۹۸۳: تئودور هانش و پیتر پی سوروکین
- ۱۹۷۸: ریموند دیویس پسر
- ۱۹۷۳: رابرت اچ دیک
- ۱۹۶۸: لئون نیل کوپر و جان رابرت شریفر
- ۱۹۶۳: چین-شیونگ وو
- ۱۹۵۸: چارلز هارد تاونز
- ۱۹۵۳: ویلیام شاکلی
- ۱۹۳۸: ارنست ارلاندو لارنس
- ۱۹۳۳: پرسی ویلیام بریجمن
- ۱۹۲۸: کلینتون دیویسون
- ۱۹۱۳: رابرت میلیکان